# Temperatura da superfície global

A linha azul representa a temperatura da superfície global reconstruída nos últimos 2.000 anos usando dados de proxy de anéis de árvores, corais e núcleos de gelo. A linha vermelha mostra medições diretas da temperatura da superfície desde 1880.

A temperatura da superfície global é a temperatura média da superfície da Terra. Mais precisamente, é a média ponderada das temperaturas do oceano e da terra. A primeira também é chamada de temperatura da superfície do mar e a segunda é chamada de temperatura do ar na superfície. Os dados de temperatura provêm principalmente de estações meteorológicas e satélites. Para estimar dados de um passado distante, podem ser usados dados de proxy [en], por exemplo, de anéis de árvores, corais e núcleos de gelo. Observar o aumento da TGT ao longo do tempo é uma das muitas linhas de evidência que apoiam o consenso científico sobre a mudança climática, ou seja, que as atividades humanas estão causando a mudança climática. Um termo alternativo para a mesma coisa é temperatura média global da superfície (TMGS).
As séries de medições confiáveis de temperatura em algumas regiões começaram no período de 1850 a 1880 (isso é chamado de registro instrumental de temperatura). O registro de temperatura mais antigo é a série de dados de temperatura da Inglaterra Central [en], que começa em 1659. Os registros quase globais mais antigos começam em 1850. Para medições de temperatura na atmosfera superior [en], vários métodos podem ser usados. Isso inclui radiossondas lançadas por balões meteorológicos, uma variedade de satélites e aeronaves. Os satélites podem monitorar as temperaturas na atmosfera superior, mas não são comumente usados para medir a mudança de temperatura na superfície. As temperaturas do oceano em diferentes profundidades são medidas para adicionar aos conjuntos de dados globais de temperatura da superfície. Esses dados também são usados para calcular o calor do oceano.
Até 1940, a temperatura média anual aumentou, mas ficou relativamente estável entre 1940 e 1975. Desde 1975, ela aumentou cerca de 0,15 °C a 0,20 °C por década, ficando pelo menos 1,1 °C acima dos níveis de 1880. A atual TMGS anual é de cerca de 15 °C, embora as temperaturas mensais possam variar quase 2 °C acima ou abaixo desse valor.
A média global e a temperatura combinada da superfície terrestre e oceânica mostram um aquecimento de 1,09 °C (intervalo: 0,95 a 1,20 °C) de 1850-1900 a 2011-2020, com base em vários conjuntos de dados produzidos independentemente.: 5 A tendência é mais rápida desde a década de 1970 do que em qualquer outro período de 50 anos, pelo menos nos últimos 2.000 anos.: 8 Dentro dessa tendência de aumento, alguma variabilidade nas temperaturas ocorre devido à  variabilidade interna natural (por exemplo, devido ao El Niño-Oscilação Sul).
O registro da temperatura global mostra as mudanças de temperatura da atmosfera e dos oceanos em vários períodos de tempo. Há várias estimativas de temperaturas desde o fim da glaciação do Pleistoceno, especialmente durante a atual época do Holoceno. Algumas informações sobre temperatura estão disponíveis por meio de evidências geológicas, que remontam a milhões de anos. Mais recentemente, as informações de núcleos de gelo abrangem o período de 800.000 anos atrás até o presente. Os anéis de árvores e as medições de núcleos de gelo podem fornecer evidências sobre a temperatura global de 1.000 a 2.000 anos antes do presente até o presente.

## Descrição

Mudanças projetadas na temperatura da superfície global em relação a 1850-1900, com base nas mudanças médias de vários modelos do en

O sexto relatório de avaliação do IPCC define a temperatura média global da superfície como a “média global estimada das temperaturas do ar próximas à superfície sobre a terra e o gelo marinho, e a temperatura da superfície do mar sobre regiões oceânicas sem gelo, com mudanças normalmente expressas como desvios de um valor em um período de referência especificado”.
Em termos simples, a temperatura da superfície global é calculada pela média da temperatura na camada superficial do oceano (temperatura da superfície do mar) e sobre a terra (temperatura do ar na superfície).
Em comparação, a temperatura média global do ar na superfície (TMGAS) é a "média global das temperaturas do ar próximas à superfície sobre a terra, os oceanos e o gelo marinho. As mudanças na TMGAS são frequentemente usadas como uma medida da mudança da temperatura global nos modelos climáticos."
A temperatura global pode ter diferentes definições. Há uma pequena diferença entre as temperaturas do ar e da superfície.

## Dados de temperatura de 1850 até o presente

### Aquecimento total e tendências
As mudanças nas temperaturas globais no último século fornecem evidências dos efeitos do aumento dos gases de efeito estufa. Quando o sistema climático reage a essas mudanças, ocorre a mudança climática [en]. A medição da temperatura da superfície global é uma das muitas linhas de evidência que apoiam o consenso científico sobre a mudança climática, ou seja, que os seres humanos estão causando o aquecimento do sistema climático da Terra.
A média global e a temperatura combinada da superfície terrestre e oceânica mostram um aquecimento de 1,09 °C (intervalo de 0,95 a 1,20 °C) de 1850-1900 a 2011-2020, com base em vários conjuntos de dados produzidos independentemente. A tendência é mais rápida desde a década de 1970 do que em qualquer outro período de 50 anos, pelo menos nos últimos 2000 anos.
A maior parte do aquecimento observado ocorreu em dois períodos: por volta de 1900 a 1940 e por volta de 1970 em diante; o resfriamento/platô de 1940 a 1970 foi atribuído principalmente ao aerossol de sulfato. Algumas das variações de temperatura nesse período também podem ser devidas aos padrões de circulação oceânica.
As temperaturas do ar terrestre estão aumentando mais rapidamente do que as temperaturas da superfície do mar. As temperaturas da terra aqueceram 1,59 °C (variação: 1,34 a 1,83 °C) de 1850-1900 a 2011-2020, enquanto as temperaturas da superfície do mar aqueceram 0,88 °C (variação: 0,68 a 1,01 °C) no mesmo período.
De 1980 a 2020, a tendência de aquecimento linear para as temperaturas combinadas da terra e do mar foi de 0,18 °C a 0,20 °C por década, dependendo do conjunto de dados utilizado.
É improvável que quaisquer efeitos não corrigidos da urbanização, ou mudanças no uso ou na cobertura da terra [en], tenham aumentado as mudanças globais de temperatura da terra em mais de 10%. Entretanto, sinais maiores de urbanização foram encontrados localmente em algumas regiões de urbanização rápida, como o leste da China.
O aquecimento global afeta todos os elementos do sistema climático da Terra. As temperaturas globais da superfície aumentaram 1°C e deverão aumentar ainda mais no futuro. Esse aumento vem ocorrendo em uma taxa média de 0,06°C por década, desde 1850, e uma taxa média de 0,20°C pór década após 1982. As temperaturas noturnas aumentaram mais rapidamente do que as temperaturas diurnas. O impacto no meio ambiente, na vida selvagem, na sociedade e na humanidade depende de quanto mais a Terra aquece.
Um dos métodos que os cientistas usam para prever os efeitos das alterações climáticas causadas pelo homem é investigar alterações naturais passadas no clima. Para avaliar as alterações no passado da Terra, os cientistas do clima estudaram anéis de árvores, núcleos de gelo, corais e sedimentos oceânicos e lacustres. Estes mostram que o aquecimento recente ultrapassou qualquer coisa nos últimos 2.000 anos. Até o final do século XXI, as temperaturas podem aumentar para um nível não experienciado desde meados do Plioceno, à cerca de 3 milhões de anos atrás. Naquela época, as temperaturas médias globais eram cerca de 2-4°C mais quente do que as temperaturas pré-industriais, e o nível médio do mar global era até 25 metros mais elevado do que é hoje.

### Métodos
O registro instrumental de temperatura é um registro de temperaturas dentro do clima da Terra com base na medição direta da temperatura do ar e da temperatura do oceano. Os registros instrumentais de temperatura não utilizam reconstruções indiretas usando dados de proxy [en] climático, como anéis de árvores e sedimentos marinhos.

#### Registro global a partir de 1850

Os conjuntos de en de várias organizações científicas mostram uma concordância substancial com relação ao progresso e à extensão do aquecimento global: as correlações entre pares de 1880 e os quatro conjuntos de dados de prazo mais longo são de pelo menos 99.29%.

Em geral, considera-se que o período para o qual existem registros instrumentais razoavelmente confiáveis da temperatura terrestre próxima à superfície com cobertura quase global começa por volta de 1850. Existem registros anteriores, mas com cobertura mais esparsa, em grande parte confinada ao Hemisfério Norte e com instrumentação menos padronizada. (O registro de temperatura mais antigo é a série de dados de temperatura da Inglaterra Central [en], que começa em 1659).
Os dados de temperatura para o registro são provenientes de medições de estações terrestres e navios. Em terra, as temperaturas são medidas usando sensores eletrônicos ou termômetros de mercúrio ou álcool que são lidos manualmente, com os instrumentos protegidos da luz solar direta usando um abrigo, como uma tela de Stevenson [en]. O registro marítimo consiste em navios que fazem medições da temperatura do mar, principalmente a partir de sensores montados no casco, entradas de motor ou baldes e, mais recentemente, inclui medições de boias [en] ancoradas e à deriva. Os registros terrestres e marítimos podem ser comparados.
Os dados são coletados de milhares de estações meteorológicas, boias [en] e navios em todo o mundo. As áreas densamente povoadas tendem a ter uma alta densidade de pontos de medição. Em contrapartida, as observações de temperatura são mais espalhadas em áreas pouco povoadas, como regiões polares e desertos, bem como em muitas regiões da África e da América do Sul. No passado, os termômetros eram lidos manualmente para registrar as temperaturas. Hoje em dia, as medições geralmente são conectadas a sensores eletrônicos que transmitem os dados automaticamente. Os dados de temperatura da superfície geralmente são apresentados como anomalias e não como valores absolutos.
A medição terrestre e marítima e a calibração de instrumentos são de responsabilidade dos serviços meteorológicos nacionais. A padronização dos métodos é organizada pela Organização Meteorológica Mundial (e anteriormente por sua antecessora, a Organização Meteorológica Internacional [en]).

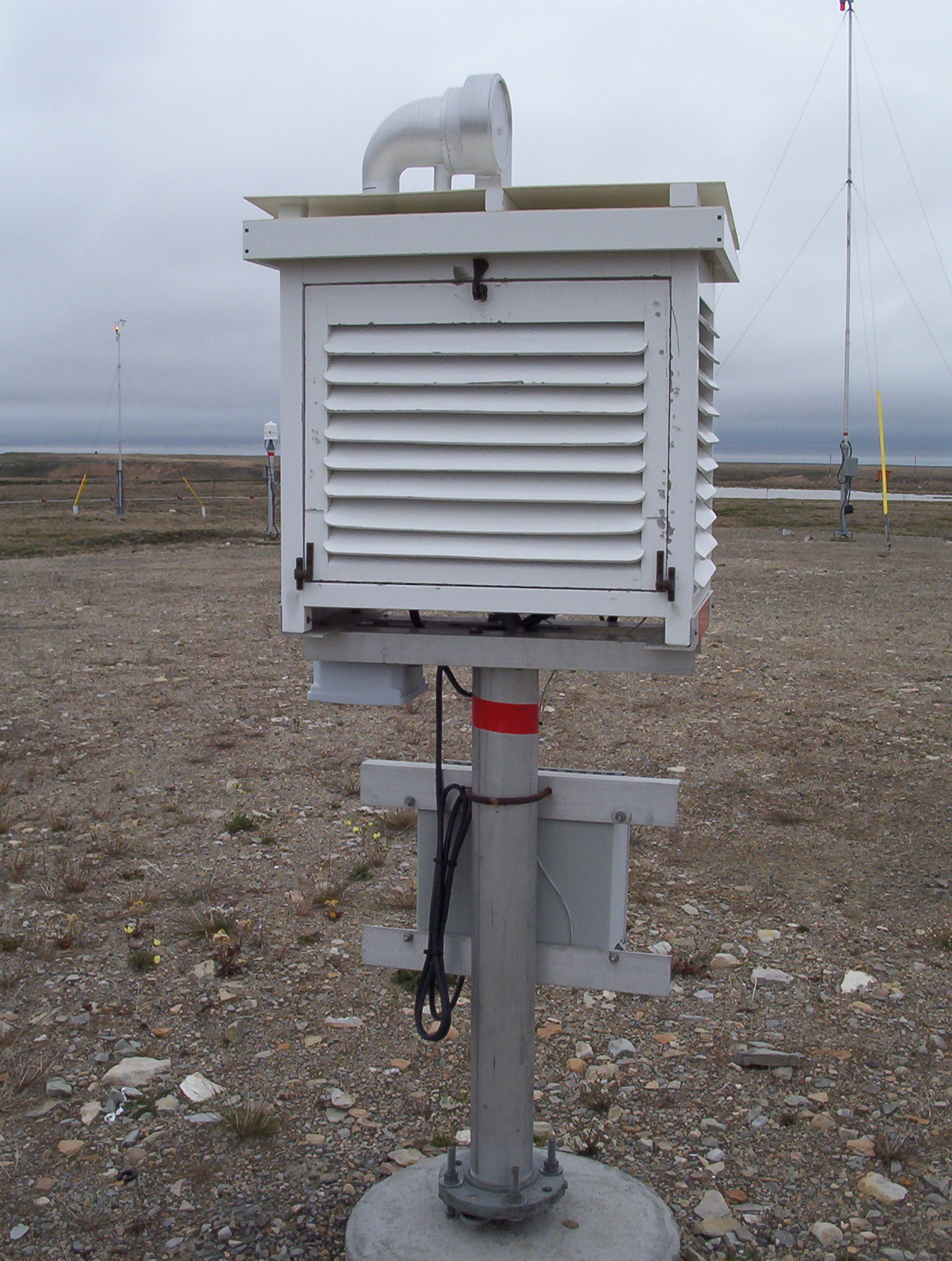
Exterior de uma en usada para medições de temperatura em estações terrestres

A maioria das observações meteorológicas é feita para uso em previsões meteorológicas. Centros como o Centro Europeu para Previsões Meteorológicas de Médio Prazo [en] mostram um mapa instantâneo de sua cobertura; ou o Centro Hadley [en] mostra a cobertura para a média do ano 2000. A cobertura para o início dos séculos XX e XIX seria significativamente menor. Embora as mudanças de temperatura variem tanto em tamanho quanto em direção de um local para outro, os números de diferentes locais são combinados para produzir uma estimativa de uma mudança média global.

#### Registros de temperatura por satélite e balão (1950 até o presente)
Artigo principal: Medição de temperatura por satélite [en]
As medições da temperatura atmosférica em várias altitudes feitas por radiossondas de balões meteorológicos começaram a mostrar uma aproximação da cobertura global na década de 1950. Desde dezembro de 1978, unidades de sondagem de micro-ondas [en] em satélites têm produzido dados que podem ser usados para inferir temperaturas [en] na troposfera.
Vários grupos analisaram os dados de satélite para calcular as tendências de temperatura na troposfera. Tanto a Universidade do Alabama em Huntsville [en] (UAH) quanto a corporação privada Remote Sensing Systems [en] (RSS), financiada pela NASA, encontraram uma tendência de aumento. Para a troposfera inferior, a UAH encontrou uma tendência média global entre 1978 e 2019 de 0,130 graus Celsius por década. A RSS encontrou uma tendência de 0,148 graus Celsius por década, até janeiro de 2011.
Em 2004, os cientistas encontraram tendências de +0,19 graus Celsius por década quando aplicadas ao conjunto de dados do RSS. Outros encontraram um aumento de 0,20 graus Celsius por década entre 1978 e 2005, desde então o conjunto de dados não foi atualizado.
As simulações mais recentes de modelos climáticos apresentam uma série de resultados para mudanças na temperatura média global. Alguns modelos mostram mais aquecimento na troposfera do que na superfície, enquanto um número um pouco menor de simulações mostra o comportamento oposto. Não há nenhuma inconsistência fundamental entre os resultados desses modelos e as observações em escala global.
Os registros de satélite costumavam mostrar tendências de aquecimento muito menores para a troposfera, que foram consideradas em desacordo com a previsão do modelo; no entanto, após as revisões dos registros de satélite, as tendências agora são semelhantes.

#### Conjuntos de dados globais de superfície e oceano
Os métodos usados para obter as principais estimativas das tendências da temperatura da superfície global são amplamente independentes uns dos outros e incluem:
- A Administração Nacional Oceânica e Atmosférica (NOAA) mantém o banco de dados da Rede Global de Climatologia Histórica [en] (GHCN-Monthly), que contém dados históricos de temperatura, precipitação e pressão de milhares de estações terrestres em todo o mundo.[38] Além disso, o Centro Nacional de Dados Climáticos (NCDC) da NOAA,[39] que faz medições de temperatura da superfície, mantém um banco de dados de temperatura global desde 1880.[40]
- O HadCRUT [en] é uma colaboração entre a Unidade de Pesquisa Climática [en] da Universidade de East Anglia e o Centro Hadley de Previsão e Pesquisa Climática [en].
- O Instituto Goddard de Estudos Espaciais da NASA mantém o GISTEMP [en].
- Mais recentemente, foi iniciado o conjunto de dados de temperatura da superfície terrestre de Berkeley [en]. Atualmente, ele é um dos conjuntos de dados usados pelo IPCC e pela WMO em suas avaliações.

Esses conjuntos de dados são atualizados com frequência e, em geral, estão de acordo uns com os outros.

#### Temperaturas absolutas versus anomalias
Artigo principal: Anomalia de temperatura [en]
Os registros da temperatura média global da superfície geralmente são apresentados como anomalias e não como temperaturas absolutas. Uma anomalia de temperatura é medida em relação a um valor de referência (também chamado de período de linha de base ou média de longo prazo), geralmente um período de 30 anos. Por exemplo, um período de linha de base comumente usado é 1951-1980. Portanto, se a temperatura média desse período foi de 15 °C e a temperatura medida atualmente é de 17 °C, então a anomalia de temperatura é de +2 °C.
As anomalias de temperatura são úteis para derivar as temperaturas médias da superfície porque tendem a ser altamente correlacionadas em grandes distâncias (da ordem de 1.000 km). Em outras palavras, as anomalias são representativas das mudanças de temperatura em grandes áreas e distâncias. Em comparação, as temperaturas absolutas variam acentuadamente até mesmo em distâncias curtas. Um conjunto de dados baseado em anomalias também será menos sensível a mudanças na rede de observação (como a abertura de uma nova estação em um local particularmente quente ou frio) do que um conjunto baseado em valores absolutos.
A temperatura média absoluta da superfície da Terra para o período de 1961 a 1990 foi derivada pela interpolação espacial das temperaturas médias observadas do ar próximo à superfície da terra, dos oceanos e das regiões de gelo marinho, com uma melhor estimativa de 14 °C (57,2 °F). A estimativa é incerta, mas provavelmente está dentro de 0,5 °C do valor real. Dada a diferença de incertezas entre esse valor absoluto e qualquer anomalia anual, não é válido somá-los para implicar um valor absoluto preciso para um ano específico.

#### Observações de estações de medição de temperatura
O Programa de Observadores Cooperativos do Serviço Nacional de Meteorologia dos EUA estabeleceu padrões mínimos com relação à instrumentação, localização e relatório das estações de temperatura de superfície. Os sistemas de observação disponíveis são capazes de detectar variações de temperatura ano a ano, como as causadas pelo El Niño ou por erupções vulcânicas.
Outro estudo concluiu, em 2006, que as técnicas empíricas existentes para validar a consistência local e regional dos dados de temperatura são adequadas para identificar e remover vieses dos registros das estações, e que tais correções permitem que as informações sobre as tendências de longo prazo sejam preservadas. Um estudo realizado em 2013 também concluiu que o viés urbano pode ser considerado e que, quando todos os dados disponíveis das estações são divididos em rural e urbano, ambos os conjuntos de temperatura são amplamente consistentes.

### Períodos mais quentes

#### Anos mais quentes

Nas últimas décadas, os novos registros de altas temperaturas superaram substancialmente os novos registros de baixas temperaturas em uma porção crescente da superfície da Terra. A comparação mostra a variabilidade sazonal dos aumentos de registros

Os anos mais quentes no registro instrumental de temperatura ocorreram na última década (ou seja, 2012-2021). A Organização Meteorológica Mundial informou em 2021 que 2016 e 2020 foram os dois anos mais quentes no período desde 1850.
Cada ano individual de 2015 em diante foi mais quente do que qualquer ano anterior, desde pelo menos 1850. Em outras palavras: cada um dos sete anos de 2015 a 2021 foi claramente mais quente do que qualquer ano anterior a 2014.
O ano de 2023 foi 1,48 °C mais quente do que a média dos anos 1850-1900, de acordo com o Serviço de Mudanças Climáticas Copernicus [en]. Foi declarado como o mais quente já registrado quase imediatamente após seu término e quebrou muitos recordes climáticos.
Há uma tendência de aquecimento de longo prazo e há variabilidade em relação a essa tendência devido a fontes naturais de variabilidade (por exemplo, ENSO, como o evento El Niño de 2014-2016, erupção vulcânica). Nem todos os anos estabelecerão um recorde, mas os recordes estão ocorrendo regularmente.
Embora os anos recordes possam atrair um interesse público considerável, os anos individuais são menos significativos do que a tendência geral. Alguns climatologistas criticaram a atenção que a imprensa popular dá às estatísticas dos anos mais quentes.
Com base no conjunto de dados da NOAA (observe que outros conjuntos de dados produzem classificações diferentes), a tabela a seguir lista a classificação e a anomalia de temperatura global combinada entre terra e oceano, com média anual, para cada um dos 10 anos mais quentes já registrados. Para comparação: o IPCC utiliza a média de quatro conjuntos de dados diferentes e expressa os dados em relação ao período de 1850–1900.[citação necessária] Embora os registros de temperatura instrumental global comecem apenas em 1850, reconstruções de temperaturas anteriores [en], baseadas em proxies climáticos [en], sugerem que esses anos recentes podem ser os mais quentes em vários séculos, milênios ou até mais.
| Rank | Ano  | Anomalia ºC | Anomalia ºF |
| ---- | ---- | ----------- | ----------- |
| 1    | 2024 | 1,29        | 2,23        |
| 2    | 2023 | 1,17        | 2,11        |
| 3    | 2016 | 1,00        | 1,80        |
| 4    | 2020 | 0,96        | 1,76        |
| 5    | 2019 | 0,95        | 1,71        |
| 6    | 2015 | 0,93        | 1,67        |
| 7    | 2017 | 0,91        | 1,64        |
| 8    | 2022 | 0,86        | 1,55        |
| 9    | 2021 | 0,84        | 1,51        |
| 10   | 2018 | 0,82        | 1,48        |

#### Décadas mais quentes

Aquecimento global por década: Nas últimas quatro décadas, as temperaturas médias globais da superfície durante uma determinada década foram quase sempre superiores à média da década anterior (dados de 1850 a 2020 com base nos conjuntos de dados en)

Diversos fatores foram identificados como influenciadores das temperaturas médias globais anuais. Uma análise das variações de temperatura média global por décadas revela a continuidade das mudanças climáticas: cada uma das últimas quatro décadas foi sucessivamente mais quente na superfície da Terra do que qualquer década anterior desde 1850. A década mais recente (2011-2020) foi mais quente do que qualquer período de vários séculos nos últimos 11.700 anos.
O gráfico a seguir é baseado em dados da NASA sobre anomalias combinadas de temperatura do ar na superfície terrestre e da água na superfície do mar.
| Anos                   | Anomalia de temperatura, °C (°F) de 1951 a 1980 | Mudança quanto à última década, °C (°F) |
| ---------------------- | ----------------------------------------------- | --------------------------------------- |
| 1880–1889              | - 0.247 ºC (- 0.493 ºF)                         | N/A                                     |
| 1890–1899              | - 0.254 ºC (- 0.457 ºF)                         | + 0.020 ºC (0.036 ºF)                   |
| 1900–1909              | - 0.259 ºC (- 0.466 ºF)                         | - 0.005 ºC (- 0.009 ºF)                 |
| 1910–1919              | - 0.276 ºC (- 0.497 ºF)                         | - 0.017 ºC (- 0.031 ºF)                 |
| 1920–1929              | - 0.175 ºC (- 0;315 ºF)                         | + 0.101 ºC (0.182 ºF)                   |
| 1930–1939              | - 0.043 ºC (- 0.077 ºF)                         | + 0.132 ºC (0.238 ºF)                   |
| 1940–1949              | 0.035 ºC (0.063 ºF)                             | + 0.078 ºC (0.140 ºF)                   |
| 1950–1959              | - 0.02 ºC (- 0.036 ºF)                          | + 0.055 ºC (- 0.099 ºF)                 |
| 1960–1969              | - 0.014 ºC (- 0.025 ºF)                         | + 0.006 ºC (0.011 ºF)                   |
| 1970–1979              | - 0.001 ºC (- 0.002 ºF)                         | + 0.013 ºC (0.023 ºF)                   |
| 1980–1989              | 0.176 ºC (0.317 ºF)                             | + 0.177 ºC (0.319 ºF)                   |
| 1990–1999              | 0.313 ºC (0.563 ºF)                             | + 0.137 ºC (0.247 ºF)                   |
| 2000–2009              | 0.513 ºC (- 0.923 ºF)                           | + 0.200 ºC (0.360 ºF)                   |
| 2010–2019              | 0.753 ºC (1.355 ºF)                             | + 0.240 ºC (0.432 ºF)                   |
| 2020–2029 (Incompleto) | 1.028 ºC (1.85 ºF)                              | + 0.275 ºC (0.50 ºF)                    |

## Fatores influenciando a temperatura global
Fatores que influenciam o aquecimento global são:

As barras coloridas mostram como os anos de El Niño (vermelho, aquecimento regional) e os anos de La Niña (azul, resfriamento regional) estão relacionados ao aquecimento global geral. A Oscilação Sul-El Niño tem sido associada à variabilidade no aumento da temperatura média global a longo prazo.

- As barras coloridas mostram como os anos de El Niño (vermelho, aquecimento regional) e os anos de La Niña (azul, resfriamento regional) estão relacionados ao aquecimento global geral. A Oscilação Sul-El Niño tem sido associada à variabilidade no aumento da temperatura média global a longo prazo.Os gases de efeito estufa retêm a radiação que sai da Terra, aquecendo a atmosfera, que por sua vez aquece o solo (efeito estufa).

- Oscilação Sul-El Niño (OSEN): O fenômeno El Niño tende, em geral, a aumentar as temperaturas globais. Por outro lado, a La Niña costuma gerar anos mais frios do que a média de curto prazo.[61] O El Niño representa a fase quente da Oscilação Sul-El Niño (OSEN), enquanto a La Niña corresponde à fase fria. Na ausência de outros fatores de curto prazo, como erupções vulcânicas, anos de forte El Niño são, em média, de 0,1 °C a 0,2 °C mais quentes do que os anos imediatamente anteriores e posteriores, enquanto anos de forte La Niña são de 0,1 °C a 0,2 °C mais frios. Esse efeito é mais evidente no ano em que o El Niño ou a La Niña termina.
- Aerossóis e erupções vulcânicas: Os aerossóis dispersam a radiação solar incidente, geralmente resfriando o planeta. A longo prazo, a maioria dos aerossóis tem origem antrópica, mas grandes erupções vulcânicas podem liberar quantidades de aerossóis que superam as fontes humanas por períodos de até alguns anos. Erupções suficientemente intensas, capazes de injetar grandes quantidades de dióxido de enxofre na estratosfera, podem causar um resfriamento global significativo por um a três anos após o evento. Esse efeito é mais pronunciado em vulcões tropicais, pois os aerossóis resultantes conseguem se espalhar pelos dois hemisférios. As maiores erupções dos últimos 100 anos, como a do Monte Pinatubo em 1991 [en] e a do Monte Agung entre 1963 e 1964, foram seguidas por anos com temperaturas médias globais entre 0,1 °C e 0,2 °C abaixo das tendências de longo prazo da época.
- As mudanças no uso da terra, como o desmatamento, podem aumentar a emissão de gases de efeito estufa devido à queima de biomassa. Além disso, o albedo da superfície terrestre também pode ser alterado.
- A radiação solar incidente varia muito pouco, sendo a principal variação controlada pelo ciclo de atividade magnética solar de aproximadamente 11 anos.

## Robustez das evidências
Há um consenso científico de que o clima está mudando e que os gases de efeito estufa emitidos pelas atividades humanas são os principais responsáveis por isso. Esse consenso científico é refletido, por exemplo, pelo Painel Intergovernamental sobre Mudanças Climáticas (IPCC), um órgão internacional que resume a ciência existente, e pelo Programa de Pesquisa de Mudanças Globais dos Estados Unidos [en].

### Outros relatórios e avaliações

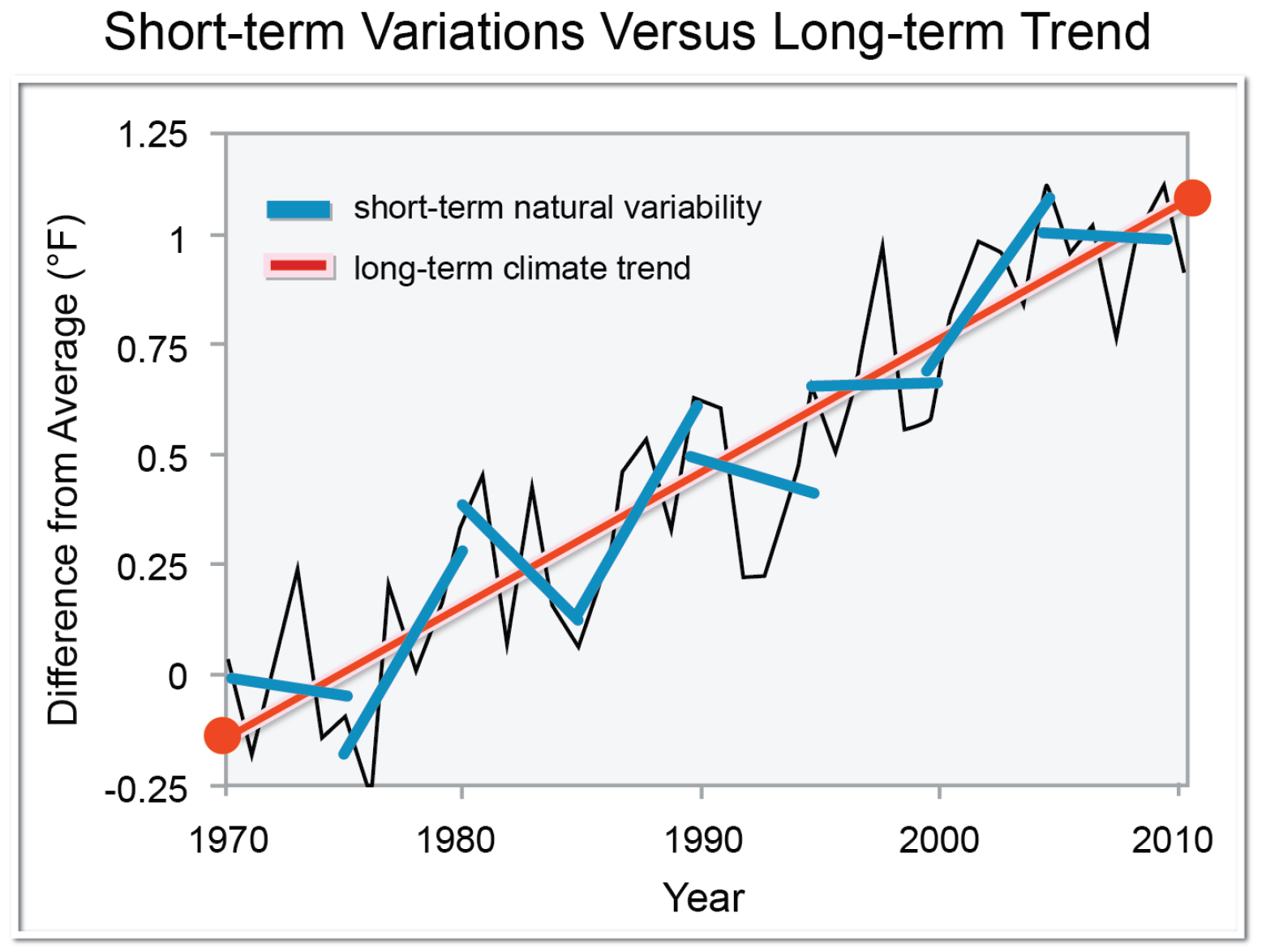
Este gráfico mostra como variações de curto prazo ocorrem na temperatura registrada. O gráfico também evidencia uma tendência de longo prazo de aquecimento global.

A Academia Nacional de Ciências dos Estados Unidos, tanto em seu relatório de 2002 ao presidente George W. Bush quanto em publicações posteriores, apoiou fortemente as evidências do aumento da temperatura média global no século XX.
Os resultados preliminares de uma avaliação realizada pelo grupo Berkeley Earth Surface Temperature [en], divulgados em outubro de 2011, concluíram que, nos últimos 50 anos, a temperatura da superfície terrestre aumentou 0,911 °C. Esses resultados refletem os obtidos em estudos anteriores conduzidos pela NOAA, pelo Centro Hadley [en] e pelo GISS da NASA. O estudo abordou preocupações levantadas por céticos (ou negacionistas das mudanças climáticas), incluindo os efeitos de ilhas de calor urbanas, a qualidade questionável de algumas estações meteorológicas e o possível viés na seleção de dados. A pesquisa concluiu que esses fatores não influenciaram os resultados dos estudos anteriores.

### Variabilidade climática interna e aquecimento global
Uma das questões levantadas pela mídia é a ideia de que o aquecimento global "parou em 1998". Essa visão ignora a presença da variabilidade climática interna. A variabilidade climática interna resulta de interações complexas entre os componentes do sistema climático, como o acoplamento entre a atmosfera e o oceano. Um exemplo dessa variabilidade é a Oscilação Sul-El Niño (ENSO). O evento de  El Niño em 1998 foi particularmente intenso, possivelmente um dos mais fortes do século XX, tornando aquele ano, na época, o mais quente já registrado no mundo por uma margem significativa.

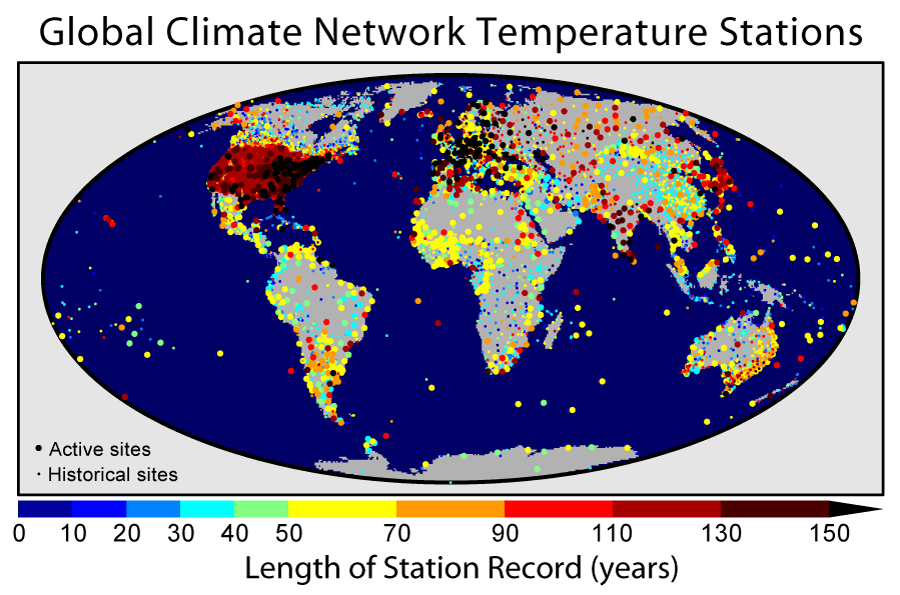
Mapa das estações de monitoramento terrestre de longo prazo incluídas na en. As cores indicam a duração do registro de temperatura disponível em cada local

O resfriamento observado entre 2007 e 2012 foi provavelmente impulsionado por modos internos de variabilidade climática, como a La Niña. A área de temperaturas da superfície do mar abaixo da média, que caracteriza as condições de La Niña, pode reduzir as temperaturas globais se o fenômeno for suficientemente forte. A desaceleração nas taxas de aquecimento global entre 1998 e 2012 também é menos evidente nas gerações atuais de conjuntos de dados observacionais do que nas disponíveis em 2012. Esse período de aquecimento mais lento terminou após 2012, com todos os anos a partir de 2015 sendo mais quentes do que qualquer ano anterior. No entanto, espera-se que as taxas de aquecimento continuem a oscilar em escalas de tempo por década ao longo do século XXI. 

## Pesquisa relacionada

### Tendências e previsões
Cada um dos sete anos entre 2015 e 2021 foi claramente mais quente do que qualquer ano anterior a 2014, e espera-se que essa tendência continue por algum tempo (ou seja, o recorde de 2016 será quebrado antes de 2026, etc.). Uma previsão por década da Organização Meteorológica Mundial, emitida em 2021, afirmou uma probabilidade de 40% de ter um ano acima de 1,5 °C no período de 2021 a 2025.

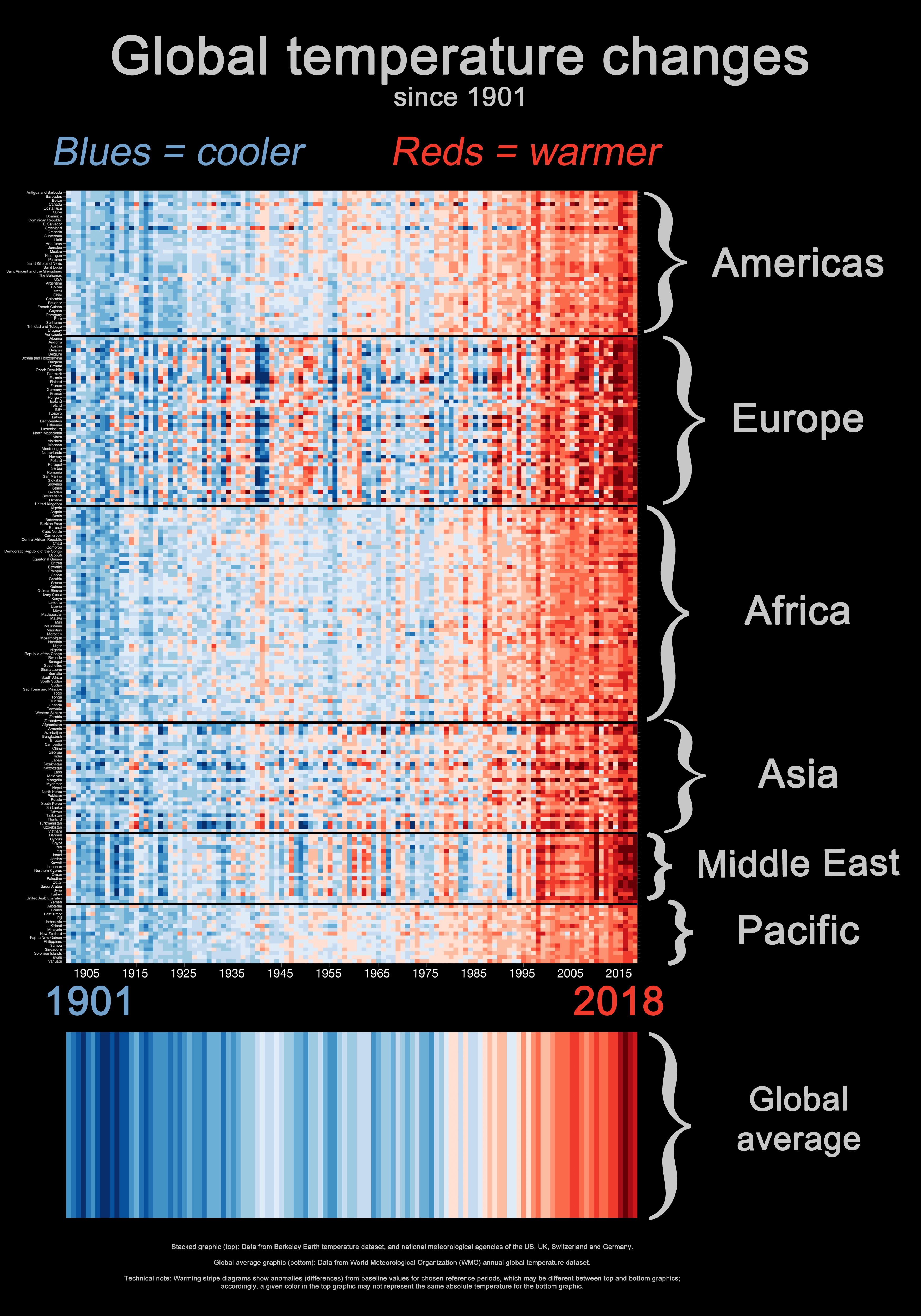
Gráfico superior (abrangente): 196 linhas representam 196 países, agrupados por continente. Cada linha possui 118 temperaturas anuais codificadas por cor, mostrando os padrões de aquecimento de 1901 a 2018 em cada região e país. Gráfico inferior (resumo): média global de 1901 a 2018. Visualização de dados: en.

É muito provável que o aquecimento global atinja de 1,0 °C a 1,8 °C até o final do século XXI no cenário de muito baixas emissões de gases de efeito estufa [en] (GEE). Em um cenário intermediário [en], o aquecimento global alcançaria de 2,1 °C a 3,5 °C, e de 3,3 °C a 5,7 °C no cenário de muito altas emissões de GEE [en]. Essas projeções são baseadas em modelos climáticos combinados com observações. 

### Mudanças de temperatura regionais
As mudanças climáticas não devem ser uniformes em todo o planeta. Em particular, as áreas terrestres mudam mais rapidamente do que os oceanos, e as latitudes altas do norte mudam mais rapidamente do que os trópicos. Existem três principais formas em que o aquecimento global causará mudanças no clima regional: o derretimento do gelo, a alteração do ciclo hidrológico (de evaporação e precipitação) e a mudança das correntes oceânicas.

## Estimativas de temperatura de antes de 1850
O registro de temperatura global mostra as flutuações da temperatura da atmosfera e dos oceanos ao longo de diversos períodos de tempo. Existem várias estimativas das temperaturas desde o final da glaciação Pleistocênica, especialmente durante a atual época do Holoceno. Algumas informações de temperatura estão disponíveis através de evidências geológicas, que remontam a milhões de anos. Mais recentemente, informações de núcleos de gelo cobrem o período de 800.000 anos atrás até o presente. O estudo do paleoclima abrange o período de 12.000 anos atrás. Anéis de árvores e medições de núcleos de gelo podem fornecer evidências sobre a temperatura global de 1.000 a 2.000 anos atrás. As informações mais detalhadas estão disponíveis desde 1850, quando começaram os registros sistemáticos baseados em termômetros [en]. Modificações na tela do tipo Stevenson [en] foram feitas para garantir medições uniformes dos instrumentos por volta de 1880.

### Anéis de árvores e núcleos de gelo (de 1.000 a 2.000 anos atrás)
Mais informações: Registros de temperatura dos últimos 2.000 anos [en]
Medições proxy [en] podem ser usadas para reconstruir o registro de temperatura antes do período histórico. Quantidades como a largura dos anéis das árvores, o crescimento dos corais, variações isotópicas em núcleos de gelo, sedimentos oceânicos e de lagos, depósitos de cavernas, fósseis, núcleos de gelo, temperaturas de furos de sondagem [en] e registros de comprimento de geleiras estão correlacionadas com as flutuações climáticas. A partir desses dados, reconstruções proxy de temperatura dos últimos 2.000 anos foram realizadas para o hemisfério norte, e em escalas de tempo mais curtas para o hemisfério sul e os trópicos.
A cobertura geográfica dessas proxies é necessariamente escassa, e várias proxies são mais sensíveis a flutuações mais rápidas. Por exemplo, os anéis das árvores, núcleos de gelo e corais geralmente mostram variações em uma escala temporal anual, mas as reconstruções a partir de furos de sondagem dependem das taxas de difusão térmica, e flutuações em pequena escala são suavizadas. Mesmo os melhores registros proxy contêm muito menos observações do que os piores períodos do registro observacional, e a resolução espacial e temporal das reconstruções resultantes é correspondentemente grosseira. Conectar as proxies medidas à variável de interesse, como temperatura ou precipitação, não é uma tarefa trivial. Conjuntos de dados de múltiplas proxies complementares, cobrindo períodos de tempo e áreas sobrepostas, são reconciliados para produzir as reconstruções finais.

Registro de temperatura dos últimos 2.000 anos (o chamado en e a Pequena Idade do Gelo não foram fenômenos planetários).

Reconstruções proxy que se estendem até 2.000 anos atrás foram realizadas, mas as reconstruções para os últimos 1.000 anos são apoiadas por mais e melhores conjuntos de dados independentes. Essas reconstruções indicam:
- As temperaturas médias globais da superfície nos últimos 25 anos foram mais altas do que qualquer período comparável desde o ano 1600 d.C., e provavelmente desde o ano 900 d.C.
- Houve uma Pequena Idade do Gelo centrada no ano de 1700 d.C.
- Houve um  Período Quente Medieval centrado no ano de 1000 d.C., mas esse não foi um fenômeno global.[85]

### Proxies históricas indiretas
Além das proxies naturais e numéricas (como a largura dos anéis das árvores), existem registros do período histórico humano que podem ser usados para inferir variações climáticas, incluindo: relatos de feiras de geada no Tâmisa; registros de boas e más colheitas; datas de florescimento na primavera ou de parições de ovelhas; quedas extraordinárias de chuva e neve; e inundações ou secas incomuns. Esses registros podem ser usados para inferir temperaturas históricas, mas geralmente de maneira mais qualitativa do que as proxies naturais.
Evidências recentes sugerem que ocorreu uma mudança climática repentina e de curta duração entre 2200 e 2100 a.C. na região entre o Tibete e a Islândia, com algumas evidências sugerindo uma mudança global. O resultado foi um resfriamento e uma redução na precipitação. Acredita-se que isso tenha sido uma causa principal do colapso do Antigo Império do Egito.

### Paleoclima (desde 12.000 anos atrás)
Artigo principal: Paleoclimatologia

Gráfico mostrando as variações e a estabilidade relativa do clima nos últimos 12.000 anos

Muitas estimativas de temperaturas passadas foram feitas ao longo da história da Terra. O campo da paleoclimatologia inclui registros antigos de temperatura. Como o presente artigo está orientado para as temperaturas recentes, o foco aqui está nos eventos desde o recuo das geleiras do Pleistoceno. Os 10.000 anos da época do Holoceno cobrem a maior parte desse período, desde o fim do resfriamento do milênio do Younger Dryas (Dryas recente) no Hemisfério Norte. O Ótimo Climático do Holoceno [en] foi geralmente mais quente do que o século 20, mas várias variações regionais têm sido observadas desde o início do Dryas recente.

### Núcleos de gelo (desde 800.000 anos atrás)

Estimativas de temperatura ao longo de 800.000 anos dos núcleos de gelo EPICA na Antártica. As temperaturas estão em Celsius, em relação à média dos últimos 1.000 anos; o ano 0 é 1950

Até mesmo registros de longo prazo existem para poucos locais: o recente núcleo EPICA (do inglês, European Project for Ice Coring in Antarctica) [en] da Antártica chega a 800 mil anos; muitos outros ultrapassam 100.000 anos. O núcleo EPICA cobre oito ciclos glaciais/interglaciais. O núcleo NGRIP (do inglês, North Greenland Ice Core Project) [en] da Groenlândia se estende por mais de 100.000 anos, com 5.000 anos no interglacial Eemiano. Embora os sinais em grande escala dos núcleos sejam claros, existem dificuldades em interpretar os detalhes e em conectar a variação isotópica ao sinal de temperatura.

#### Localização dos núcleos de gelo

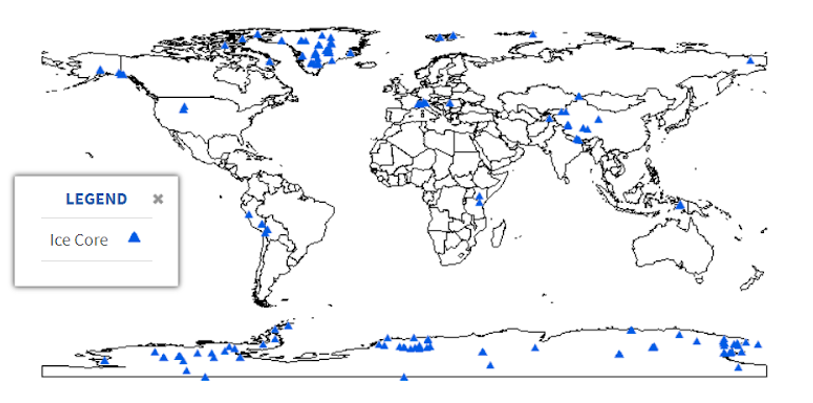
Dados de localização dos núcleos de gelo.

O World Paleoclimatology Data Center (WDC) mantém os arquivos de dados dos núcleos de gelo de geleiras e capas de gelo em montanhas polares e de baixas latitudes em todo o mundo.

#### Registros de núcleos de gelo da Groenlândia
Como uma paleotermometria, o núcleo de gelo no centro da Groenlândia mostrou registros consistentes das mudanças de temperatura da superfície. De acordo com os registros, as mudanças no clima global são rápidas e generalizadas. A fase de aquecimento necessita de passos simples, no entanto, o processo de resfriamento exige mais pré-requisitos e bases. Além disso, a Groenlândia possui o registro mais claro de mudanças climáticas abruptas no núcleo de gelo, e não há outros registros que possam mostrar o mesmo intervalo de tempo com resolução temporal igualmente alta.
Quando os cientistas exploraram o gás aprisionado nas bolhas do núcleo de gelo, descobriram que a concentração de metano no núcleo de gelo da Groenlândia é significativamente mais alta do que nas amostras da Antártica de idade similar. Os registros das mudanças na diferença de concentração entre a Groenlândia e a Antártica revelam variação na distribuição latitudinal das fontes de metano. O aumento na concentração de metano mostrado pelos registros do núcleo de gelo da Groenlândia implica que a área global de zonas úmidas mudou significativamente ao longo dos últimos anos. Como um componente dos gases de efeito estufa, o metano desempenha um papel importante no aquecimento global. A variação do metano nos registros da Groenlândia faz uma contribuição única para os registros de temperatura global, sem dúvida.

#### Registros de núcleos de gelo da Antártica
A camada de gelo da Antártica se originou no final do Eoceno, e a perfuração restaurou um registro de 800.000 anos no Dome Concordia [en], sendo o núcleo de gelo mais longo disponível na Antártica. Nos últimos anos, mais e mais novos estudos forneceram registros mais antigos, mas discretos. Devido à singularidade da camada de gelo da Antártica, o núcleo de gelo da Antártica não apenas registra as mudanças de temperatura global, mas também contém enormes quantidades de informações sobre os ciclos biogeoquímicos globais, a dinâmica climática e as mudanças abruptas no clima global.
Ao comparar com os registros climáticos atuais, os registros de núcleos de gelo na Antártica confirmam ainda mais a  amplificação polar. Embora a Antártica esteja coberta pelos registros de núcleos de gelo, a densidade é bastante baixa considerando a área da Antártica. Explorar mais estações de perfuração é o principal objetivo das instituições de pesquisa atuais. [citação necessária]

#### Registros de núcleos de gelo de regiões de baixa-latitude
Os registros de núcleos de gelo de regiões de baixa latitude não são tão comuns quanto os registros de regiões polares, no entanto, esses registros ainda fornecem muitas informações úteis para os cientistas. Os núcleos de gelo em regiões de baixa latitude geralmente vêm de áreas de alta altitude. O registro de Guliya é o registro mais longo de regiões de baixa latitude e alta altitude, abrangendo mais de 700.000 anos. De acordo com esses registros, os cientistas encontraram evidências que podem provar que o Último Máximo Glacial (UMG) foi mais frio nos trópicos e subtrópicos do que se acreditava anteriormente. Além disso, os registros das regiões de baixa latitude ajudaram os cientistas a confirmar que o século 20 foi o período mais quente dos últimos 1.000 anos.

### Evidência geológica (Milhões de anos)
Artigo principal: Registro geológico de temperatura [en]

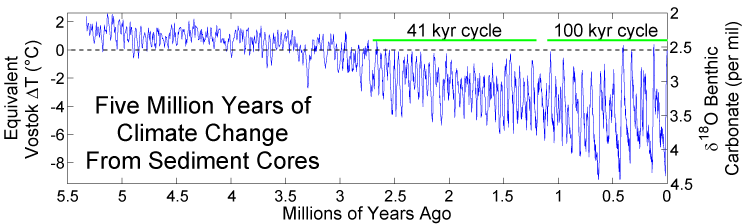
Reconstrução dos últimos 5 milhões de anos da história climática, com base na fracionamento de isótopos de oxigênio em núcleos de sedimento de fundo marinho (que servem como um indicador da massa total global das capas de gelo glaciais), ajustada a um modelo de en (Lisiecki e Raymo 2005) e à escala de temperatura derivada dos núcleos de gelo de Vostok seguindo Petit et al. (1999).

Em escalas de tempo mais longas, os núcleos de sedimento mostram que os ciclos de glaciais e interglaciais fazem parte de uma fase de aprofundamento dentro de uma era glacial prolongada que começou com a glaciação da Antártica, aproximadamente 40 milhões de anos atrás. Essa fase de aprofundamento, e os ciclos que a acompanham, começaram em grande parte aproximadamente 3 milhões de anos atrás com o crescimento das capas de gelo continentais no Hemisfério Norte. Mudanças graduais no clima da Terra desse tipo têm sido frequentes durante a existência do planeta Terra. Algumas delas são atribuídas a mudanças na configuração dos continentes e oceanos devido à deriva continental.